# Cordia blancoi
Cordia blancoi là loài thực vật có hoa trong họ Mồ hôi. Loài này được S.Vidal mô tả khoa học đầu tiên năm 1886.